# Kristvallabrunn
Kristvallabrunn is een plaats in de gemeente Nybro in het landschap Småland en de provincie Kalmar län in Zweden. De plaats heeft 262 inwoners (2005) en een oppervlakte van 60 hectare.